# Rally van Argentinië 2006
De Rally van Argentinië 2006, formeel 26º Rally Argentina, was de 26e editie van de Rally van Argentinië en de zesde ronde van het wereldkampioenschap rally in 2006. Het was de 413e rally in het wereldkampioenschap rally die georganiseerd wordt door de Fédération Internationale de l'Automobile (FIA). De start en finish was in Villa Carlos Paz.

## Programma
| Etappe | Datum                            | Klassementsproeven | Competitieve afstand |
| ------ | -------------------------------- | ------------------ | -------------------- |
| 1      | Donderdag 27 en vrijdag 28 april | 10                 | 159,73 kilometer     |
| 2      | Zaterdag 29 april                | 8                  | 150,41 kilometer     |
| 3      | Zondag 30 april                  | 4                  | 41,30 kilometer      |
|        |                                  |                    |                      |
| Totaal | Totaal                           | 22                 | 351,44 kilometer     |

## Resultaten
| Algemene top tien | Algemene top tien | Algemene top tien    | Algemene top tien          | Algemene top tien | Algemene top tien | Algemene top tien | Algemene top tien |
| Pos.              | #                 | Rijder               | Auto                       | Gr/kl             | Tijd              | Eerste            | Punten            |
| Pos.              | #                 | Navigator            | Inschrijving               | C                 | Straftijd         | Vorige            | Punten            |
| ----------------- | ----------------- | -------------------- | -------------------------- | ----------------- | ----------------- | ----------------- | ----------------- |
| 1.                | 1                 | Sébastien Loeb       | Citroën Xsara WRC          | A8                | 4:06:51,3         | 0:00              | 10                |
| 1.                | 1                 | Daniel Elena         | Kronos Total Citroën WRT   | C                 |                   | =                 | 10                |
| 2.                | 5                 | Petter Solberg       | Subaru Impreza S12 WRC 06  | A8                | 4:07:35,9         | + 44,6            | 8                 |
| 2.                | 5                 | Phil Mills           | Subaru World Rally Team    | C                 | 0:20              | + 44,6            | 8                 |
| 3.                | 25                | Gigi Galli           | Peugeot 307 WRC            | A8                | 4:10:15,6         | + 3:24,3          | 6                 |
| 3.                | 25                | Giovanni Bernacchini | Gianluigi Galli            | A8                |                   | + 2:39,7          | 6                 |
| 4.                | 7                 | Manfred Stohl        | Peugeot 307 WRC            | A8                | 4:10:31,3         | + 3:40,0          | 5                 |
| 4.                | 7                 | Ilka Minor           | OMV Peugeot Norway         | C                 |                   | + 15,7            | 5                 |
| 5.                | 11                | Daniel Sordo         | Citroën Xsara WRC          | A8                | 4:12:31,5         | + 5:40,2          | 4                 |
| 5.                | 11                | Marc Martí           | Daniel Sordo               | A8                |                   | + 2:00,2          | 4                 |
| 6.                | 6                 | Chris Atkinson       | Subaru Impreza S12 WRC 06  | A8                | 4:12:35,1         | + 5:43,8          | 3                 |
| 6.                | 6                 | Glenn MacNeall       | Subaru World Rally Team    | C                 | 1:00              | + 3,6             | 3                 |
| 7.                | 8                 | Henning Solberg      | Peugeot 307 WRC            | A8                | 4:16:20,0         | + 9:28,7          | 2                 |
| 7.                | 8                 | Cato Menkerud        | OMV Peugeot Norway         | C                 |                   | + 3:44,9          | 2                 |
| 8.                | 9                 | Matthew Wilson       | Ford Focus RS WRC 04       | A8                | 4:17:25,9         | + 10:34,6         | 1                 |
| 8.                | 9                 | Michael Orr          | Stobart VK Ford Rally Team | C                 |                   | + 1:05,9          | 1                 |
| 9.                | 10                | Luis Pérez Companc   | Ford Focus RS WRC 04       | A8                | 4:17:43,6         | + 10:52,3         |                   |
| 9.                | 10                | José Maria Volta     | Stobart VK Ford Rally Team | C                 |                   | + 17,7            |                   |
| 10.               | 3                 | Marcus Grönholm      | Ford Focus RS WRC 06       | A8                | 4:21:00,0         | + 14:08,7         |                   |
| 10.               | 3                 | Timo Rautiainen      | BP Ford World Rally Team   | C                 |                   | + 3:16,4          |                   |
| DNF top tien      |                   |                      |                            |                   |                   |                   |                   |
| Pos.              | #                 | Rijder               | Auto                       | Gr/kl             | KP                | Reden             | Reden             |
| Pos.              | #                 | Navigator            | Inschrijving               | C                 | KP                | Reden             | Reden             |
| DNF               | 4                 | Mikko Hirvonen       | Ford Focus RS WRC 06       | A8                | 11                | Motor             | Motor             |
| DNF               | 4                 | Jarmo Lehtinen       | BP Ford World Rally Team   | C                 | 11                | Motor             | Motor             |
| DNF               | 35                | Gabriel Pozzo        | Mitsubishi Lancer Evo IX   | N4                | 7                 | Radiator          | Radiator          |
| DNF               | 35                | Daniel Stillo        | Gabriel Pozzo              | N4                | 7                 | Radiator          | Radiator          |
| DNF               | 41                | Takuma Kamada        | Subaru Impreza WRX STi     | N4                | 1                 | Mechanisch        | Mechanisch        |
| DNF               | 41                | Hakaru Ichino        | Takuma Kamada              | N4                | 1                 | Mechanisch        | Mechanisch        |
| DNF               | 45                | Aki Teiskonen        | Subaru Impreza WRX STi     | N4                | 11                | Ongeluk           | Ongeluk           |
| DNF               | 45                | Miika Teiskonen      | Syms Rally Team            | N4                | 11                | Ongeluk           | Ongeluk           |
| DNF               | 66                | Štěpán Vojtěch       | Mitsubishi Lancer Evo VIII | N4                | 19                | Mechanisch        | Mechanisch        |
| DNF               | 66                | Michal Ernst         | Štěpán Vojtěch             | N4                | 19                | Mechanisch        | Mechanisch        |
| DNF               | 80                | Javier Ritta         | Mitsubishi Lancer Evo VI   | N4                | 19                | Mechanisch        | Mechanisch        |
| DNF               | 80                | Esteban Capretto     | Javier Ritta               | N4                | 19                | Mechanisch        | Mechanisch        |
| DNF               | 84                | Martin Galluser      | Mitsubishi Lancer Evo VIII | N4                | 11                | Mechanisch        | Mechanisch        |
| DNF               | 84                | Juan Carlos Uberti   | Martin Galluser            | N4                | 11                | Mechanisch        | Mechanisch        |
| DNF               | 91                | Manuel Machinea      | Seat Ibiza GTI 16V         | N3                | 19                | Mechanisch        | Mechanisch        |
| DNF               | 91                | Enrique Marongiu     | Manuel Machinea            | N3                | 19                | Mechanisch        | Mechanisch        |
| DNF               | 98                | Emilio Bustos        | Fiat Palio                 | N3                | 3                 | Mechanisch        | Mechanisch        |
| DNF               | 98                | Arturo Suarez        | Emilio Bustos              | N3                | 3                 | Mechanisch        | Mechanisch        |
| DNF               | 106               | Robert Jauregui      | Opel Corsa                 | N2                | 11                | Mechanisch        | Mechanisch        |
| DNF               | 106               | Luís Janez           | Robert Jauregui            | N2                | 11                | Mechanisch        | Mechanisch        |

| JWRC top drie | JWRC top drie        | JWRC top drie |
| Pos.          | Rijder               | Pnt.          |
| ------------- | -------------------- | ------------- |
| 1             | Guy Wilks            | 10            |
| 2             | Patrik Sandell       | 8             |
| 3             | Per-Gunnar Andersson | 6             |
| PWRC top drie |                      |               |
| Pos.          | Rijder               | Pnt.          |
| 1             | Nasser Al-Attiyah    | 10            |
| 2             | Leszek Kuzaj         | 8             |
| 3             | Mirco Baldacci       | 6             |

## Statistieken

#### Klassementsproeven
| Etappe | Datum    | KP | Starttijd | Naam                             | Lengte   | Snelste rijder                 | Tijd    | Gem. snelheid | Rallyleider     |
| ------ | -------- | -- | --------- | -------------------------------- | -------- | ------------------------------ | ------- | ------------- | --------------- |
| 1      | 27 april | 1  | 19:05     | Super Special 1                  | 2,20 km  | Petter Solberg                 | 2:26,4  | 54,10 km/u    | Petter Solberg  |
| 1      | 27 april | 2  | 19:08     | Super Special 2                  | 2,20 km  | Marcus Grönholm                | 2:25,9  | 54,28 km/u    | Marcus Grönholm |
| 1      | 28 april | 3  | 8:33      | Ascochinga - La Cumbre 1         | 23,28 km | Petter Solberg                 | 14:49,8 | 94,19 km/u    | Petter Solberg  |
| 1      | 28 april | 4  | 9:36      | Capilla del Monte - San Marcos 1 | 22,95 km | Sébastien Loeb                 | 17:27,0 | 78,91 km/u    | Petter Solberg  |
| 1      | 28 april | 5  | 10:13     | San Marcos - Cuchi Corral 1      | 19,24 km | Sébastien Loeb                 | 11:39,7 | 98,99 km/u    | Marcus Grönholm |
| 1      | 28 april | 6  | 11:46     | Cabalango - Carlos Paz 1         | 14,53 km | Marcus Grönholm                | 9:51,9  | 98,37 km/u    | Marcus Grönholm |
| 1      | 28 april | 7  | 14:44     | La Falda - Villa Giardino 1      | 11,77 km | Sébastien Loeb                 | 7:34,9  | 93,15 km/u    | Marcus Grönholm |
| 1      | 28 april | 8  | 15:29     | Capilla del Monte - San Marcos 2 | 22,95 km | Sébastien Loeb                 | 17:10,8 | 80,15 km/u    | Sébastien Loeb  |
| 1      | 28 april | 9  | 16:06     | San Marcos - Cuchi Corral 2      | 19,24 km | Petter Solberg                 | 11:30,0 | 100,38 km/u   | Sébastien Loeb  |
| 1      | 28 april | 10 | 16:59     | La Cumbre - Agua de Oro 1        | 21,37 km | Manfred Stohl                  | 18:26,3 | 69,54 km/u    | Sébastien Loeb  |
|        |          |    |           |                                  |          |                                |         |               | Sébastien Loeb  |
| 2      | 29 april | 11 | 8:07      | La Falda - Villa Giardino 2      | 11,77 km | Marcus Grönholm                | 7:45,6  | 91,01 km/u    | Sébastien Loeb  |
| 2      | 29 april | 12 | 8:48      | La Cumbre - Agua de Oro 2        | 21,37 km | Marcus Grönholm                | 18:19,0 | 70,00 km/u    | Sébastien Loeb  |
| 2      | 29 april | 13 | 9:41      | Ascochinga - La Cumbre 2         | 23,28 km | Xavier Pons                    | 15:06,1 | 92,49 km/u    | Sébastien Loeb  |
| 2      | 29 april | 14 | 11:24     | Cabalango - Carlos Paz 2         | 14,53 km | Sébastien Loeb                 | 9:46,7  | 89,16 km/u    | Sébastien Loeb  |
| 2      | 29 april | 15 | 14:42     | Santa Rosa - San Agustin 1       | 21,41 km | Marcus Grönholm                | 13:08,5 | 97,75 km/u    | Sébastien Loeb  |
| 2      | 29 april | 16 | 15:35     | Las Bajadas - Villa del Dique    | 16,35 km | Petter Solberg Henning Solberg | 8:50,5  | 110,95 km/u   | Sébastien Loeb  |
| 2      | 29 april | 17 | 16:31     | Amboy - Santa Monica             | 20,29 km | Petter Solberg                 | 10:30,1 | 115,92 km/u   | Sébastien Loeb  |
| 2      | 29 april | 18 | 17:26     | Santa Rosa - San Agustin 2       | 21,41 km | Marcus Grönholm                | 13:02,5 | 98,50 km/u    | Sébastien Loeb  |
|        |          |    |           |                                  |          |                                |         |               | Sébastien Loeb  |
| 3      | 30 april | 19 | 9:43      | Mina Clavero - Giulio Cesare     | 20,08 km | Manfred Stohl                  | 17:03,2 | 70,65 km/u    | Sébastien Loeb  |
| 3      | 30 april | 20 | 10:33     | El Condor - Copina               | 16,82 km | Petter Solberg                 | 13:40,2 | 73,83 km/u    | Sébastien Loeb  |
| 3      | 30 april | 21 | 13:05     | Super Special 3                  | 2,20 km  | Marcus Grönholm                | 2:22,5  | 55,58 km/u    | Sébastien Loeb  |
| 3      | 30 april | 22 | 13:08     | Super Special 4                  | 2,20 km  | Matthew Wilson                 | 2:23,7  | 55,11 km/u    | Sébastien Loeb  |

| KP overwinningen | KP overwinningen |
| Rijder           | Aantal           |
| ---------------- | ---------------- |
| Marcus Grönholm  | 7                |
| Petter Solberg   | 6                |
| Sébastien Loeb   | 5                |
| Manfred Stohl    | 2                |
| Xavier Pons      | 1                |
| Henning Solberg  | 1                |
| Matthew Wilson   | 1                |

## Kampioenschap standen

#### Rijders
|   | Pos. | Rijder          | Pnt. |
| - | ---- | --------------- | ---- |
| = | 1    | Sébastien Loeb  | 56   |
| = | 2    | Marcus Grönholm | 35   |
| = | 3    | Daniel Sordo    | 24   |
| 1 | 4    | Petter Solberg  | 18   |
| 1 | 5    | Manfred Stohl   | 18   |

#### Constructeurs
|   | Pos. | Constructeur               | Pnt. |
| - | ---- | -------------------------- | ---- |
| = | 1    | Kronos Total Citroën WRT   | 69   |
| = | 2    | BP Ford World Rally Team   | 57   |
| = | 3    | Subaru World Rally Team    | 51   |
| = | 4    | OMV Peugeot Norway         | 31   |
| 1 | 5    | Stobart VK Ford Rally Team | 15   |

- Noot: Enkel de top 5-posities worden in beide standen weergegeven.